# Savioja (Vastseliina)
Savioja – wieś w Estonii, w prowincji Võru, w gminie Vastseliina.